# South East Point
South East Point eller Punta Sudeste är en udde i Antarktis. Den ligger i Sydshetlandsöarna. Argentina, Chile och Storbritannien gör anspråk på området.
Terrängen inåt land är lite kuperad. Havet är nära South East Point åt sydost. Trakten är glest befolkad. Närmaste befolkade plats är forskningsstationen Gabriel de Castilla, 8,8 kilometer väster om South East Point. 